# Episodi di Better Call Saul (seconda stagione)
La seconda stagione della serie televisiva Better Call Saul, composta da dieci episodi, è stata trasmessa in prima visione negli Stati Uniti d'America dall'emittente AMC dal 15 febbraio al 18 aprile 2016.
In Italia la stagione è stata pubblicata sul servizio on demand Netflix dal 16 febbraio al 19 aprile 2016.
| nº | Titolo originale | Titolo italiano           | Prima TV USA     | Pubblicazione Italia |
| -- | ---------------- | ------------------------- | ---------------- | -------------------- |
| 1  | Switch           | Cambiamento               | 15 febbraio 2016 | 16 febbraio 2016     |
| 2  | Cobbler          | La torta della luna piena | 22 febbraio 2016 | 23 febbraio 2016     |
| 3  | Amarillo         | Amarillo                  | 29 febbraio 2016 | 1º marzo 2016        |
| 4  | Gloves Off       | Senza guanti              | 7 marzo 2016     | 8 marzo 2016         |
| 5  | Rebecca          | Rebecca                   | 14 marzo 2016    | 15 marzo 2016        |
| 6  | Bali Ha'i        | Bali Ha'i                 | 21 marzo 2016    | 22 marzo 2016        |
| 7  | Inflatable       | Gonfiabile                | 28 marzo 2016    | 29 marzo 2016        |
| 8  | Fifi             | Fifi                      | 4 aprile 2016    | 5 aprile 2016        |
| 9  | Nailed           | Inchiodato                | 11 aprile 2016   | 12 aprile 2016       |
| 10 | Klick            | Klick                     | 18 aprile 2016   | 19 aprile 2016       |

## Cambiamento
- Titolo originale: Switch
- Diretto da: Thomas Schnauz
- Scritto da: Thomas Schnauz

### Trama
La seconda stagione si apre come la prima: in alcune scene in bianco e nero viene mostrata la grigia esistenza di Saul Goodman, sotto falso nome, successiva alle avventure di Breaking Bad e al suo rapporto con Walter White. A fine giornata, dopo aver chiuso la sua pasticceria e aver salutato le sue due dipendenti, porta sul retro due sacchi di immondizia ma rimane bloccato da una porta difettosa; invece di suonare l'allarme, che lo terrorizza perché vorrebbe dire attirare su di sé l'attenzione delle autorità, preferisce sedersi in silenzio e aspettare che qualcuno passi di là, cosa che succede dopo quasi tre ore. Nell'attesa, non riesce però a trattenersi dal lasciare sul muro una traccia del vero sé stesso, incidendo le lettere "SG WAS HERE".
La scena si sposta al passato di Saul: James arriva in tribunale e chiede a Kim se le cose tra loro cambieranno e cominceranno una relazione se accetterà il lavoro alla Davis & Main, ma Kim risponde di no. A quel punto Jimmy decide di rifiutare l'offerta e lasciare per sempre l'avvocatura. Intanto Mike aspetta Pryce, l'uomo a cui presta il suo servizio di guardia del corpo durante la vendita illegale di farmaci (usati come stupefacenti) con Nacho: Pryce arriva con un nuovo SUV estremamente vistoso, ma Mike insiste nel voler fare a modo suo, usando cautela e muovendosi nell'anonimato. Mike decide quindi di licenziarsi e Pryce va all'incontro da solo, ritenendo di non avere più bisogno di una guardia del corpo: qui Nacho approfitta della sua ingenuità per carpire i dati personali dall'auto. 
Kim va a trovare Jimmy, che trascorre il suo tempo in piscina, per chiedergli conto della sua illogica decisione: questi le dice che vuole soltanto essere sé stesso e non più quello che Chuck voleva che fosse. Jimmy spiega inoltre che aveva tentato la strada dell'avvocatura solo per rendere orgoglioso il fratello, ma ora preferisce seguire il proprio istinto. A dimostrazione di ciò, Jimmy e Kim vanno in un bar, ma al momento dell'ordinazione vedono che la tequila che volevano, la Zafiro Añejo, ha un prezzo esorbitante, pertanto si presentano a un ricco consulente finanziario che si trova nel locale e avviano una conversazione, fingendosi dei potenziali clienti e facendosi offrire un'intera bottiglia di tequila, del cui costo l'uomo viene a conoscenza solo dopo che i due si sono congedati. Entusiasta per la riuscita della truffa, Kim fa il grande passo e bacia appassionatamente Jimmy. 
Il giorno dopo Pryce, il cui vero nome è Daniel Wormald, viene derubato dei farmaci e della sua preziosa collezione di figurine di giocatori di baseball; chiama dunque la polizia, che sembra però non credere alla versione dell'uomo (che naturalmente denuncia il furto solo della collezione di figurine, non dei farmaci) specialmente dopo aver visto il suo appariscente SUV e trovato uno scompartimento segreto dietro un divano. 
Dopo essere andato a letto con Kim, Jimmy torna in piscina, ma ben presto si rende conto che questa vita vuota non fa per lui, pertanto chiama la Davis & Main's e accetta il posto precedentemente rifiutato. Qualche giorno dopo viene accolto con entusiasmo dai nuovi colleghi e inizia a godersi i vantaggi del nuovo lavoro, come avere finalmente un ufficio adeguato.
- Guest star: Ed Begley Jr. (Clifford Main), Mark Proksch (Pryce), Kyle Bornheimer (Ken Wins), Stoney Westmoreland (Agente Saxton), Jessie Ennis (Erin Brill), Omar Maskati (Omar), Eileen Fogarty (Mrs. Nguyen), Alex Désert (Agente Baker).
- Ascolti USA: telespettatori 2 573 000

## La torta della luna piena
- Titolo originale: Cobbler
- Diretto da: Terry McDonough
- Scritto da: Gennifer Hutchison

### Trama
A casa sua, Chuck sta suonando il pianoforte quando riceve la visita di Howard, che gli porta la spesa e lo aggiorna sul nuovo lavoro di Jimmy. Howard racconta di aver fornito a Clifford Main un quadro completo su Jimmy e di non essersi opposto, mentre Kim ha spinto molto per fare in modo che Jimmy ricevesse l'offerta.
Pryce si reca alla stazione di polizia su invito dei due poliziotti sopraggiunti in casa sua, per riferire maggiori dettagli sul furto subìto. All'ingresso, Mike lo riconosce e gli chiede il motivo della sua presenza alla stazione di polizia. Una volta sentita la spiegazione di Pryce, Mike ha però un'intuizione: la sua esperienza da ex-poliziotto, infatti, gli fa escludere che gli agenti siano tanto interessati a un futile furto di qualche figurina, ma probabilmente hanno notato in Daniel, in casa sua o nella sua versione dei fatti qualcosa di sospetto, anche a causa del suo appariscente SUV, e ora vogliono torchiarlo. Ovviamente Mike non può permettere tutto ciò, perché lui ha partecipato agli affari illegali di Pryce e quindi si troverebbe tirato in ballo, perciò propone di occuparsi di persona del ritrovamento delle preziose figurine da collezione, a patto che Pryce non parli coi poliziotti.
Mike intuisce immediatamente che il colpevole è Nacho: si reca subito sul posto di lavoro del giovane (una tappezzeria di proprietà del padre) e gli propone un accordo, minacciando di riferire a Tuco che la sua spalla fa scambi di droga a sua insaputa. Nacho, conoscendo l'indole irascibile e violenta di Tuco, accetta la proposta di Mike: restituisce le figurine a Pryce e paga 10 000 dollari a Mike, e in cambio riceve il SUV di Pryce, che intende rivendere pezzo per pezzo. La questione viene così risolta, ma rimane il problema di Pryce che viene continuamente contattato dalla polizia, avendo saltato l'incontro prestabilito alla centrale.
Qui torna in gioco James McGill, che si sta ambientando bene alla Davis & Main e riceve i complimenti di Clifford per il suo lavoro. Inoltre gli viene consegnata la sua nuova auto, inizia a vivere in un alloggio aziendale a Santa Fe e fa grandi progetti con Kim. Mentre è impegnato in una riunione congiunta con la HHM sul caso Sandpiper, arriva suo fratello Chuck, che cerca di farlo innervosire con la sua presenza; alla fine della riunione James viene contattato da Mike affinché tolga definitivamente Pryce dagli interessi della polizia. James si presenta dunque alla stazione in qualità di difensore di Pryce: una volta rimasto solo coi poliziotti, racconta loro una storia abbastanza imbarazzante, cioè che lo scompartimento segreto in casa di Pryce non serviva per nascondere droga o altri affari illegali, ma solo dei video fetish in cui Pryce si siede su delle torte e piange a dirotto; nonostante questo sia sufficiente a convincere i poliziotti, James decide di fabbricare un video in cui Pryce effettivamente fa ciò che ha raccontato. Poche ore dopo, racconta la sua giornata a Kim, la quale è profondamente contrariata dal gesto di James, dato che girare quel video come fondamento alla propria versione equivale a fabbricare delle prove false, uno dei peggiori crimini che un avvocato possa commettere.
- Guest star: Ed Begley Jr. (Clifford Main), Mark Proksch (Pryce), Jessie Ennis (Erin Brill), Omar Maskati (Omar), Eileen Fogarty (Mrs. Nguyen), Juan Carlos Cantu (Manuel Varga), A. Russell Andrews (Detective Salerno), Troy Winbush (Detective).
- Ascolti USA: telespettatori 2 228 000

## Amarillo
- Titolo originale: Amarillo
- Diretto da: Scott Winant
- Scritto da: Jonathan Glatzer

### Trama
Jimmy intercetta un autobus pieno di anziani residenti alla Sandpiper e ne approfitta per sponsorizzare la propria causa con tutti i clienti presenti, ovvero rivelando loro che potrebbero aver diritto a un cospicuo risarcimento, quindi li invita a contattarlo in futuro per saperne di più e a partecipare alla class action. 
Più tardi, a un incontro di lavoro fra Davis & Main e HHM, Chuck sottolinea con insistenza la possibilità che Jimmy abbia usato maniere "non legali" per contattare un così grande numero di clienti della Sandpiper, ma Jimmy riesce a difendersi da queste accuse, pur promettendo di cambiare modo di guadagnare clienti per la class action. Ancora una volta, rimasti in privato, Kim ricorda a Jimmy che ora lavora per un importante studio legale e che non può più permettersi queste azioni al limite della legalità, ma deve attenersi sempre al protocollo; inoltre gli fa presente che, avendo spinto affinché Howard garantisse per Jimmy alla Davis & Main, le sue azioni non convenzionali potrebbero screditarla e danneggiare la sua carriera. 
Frustrato dal non riuscire a contattare tanti clienti quanti ne vorrebbe, con l'aiuto dei soliti studenti di cinematografia e della sua prima anziana cliente, Jimmy filma uno spot pubblicitario sensazionalista per poi mandarlo in onda, dopo averlo fatto vedere solo a Kim (senza chiedere prima il permesso o almeno una supervisione da parte dei suoi datori di lavoro). Lo spot è un successo e un enorme numero di anziani aderisce alla class action, ma la sera stessa il capo di Jimmy, Clifford Main, viene a conoscenza di questo spot e recepisce il gesto di Jimmy come un sopruso alla sua autorità e un potenziale danno alla reputazione dello studio, anche perché nello spot ha menzionato la Davis & Main senza permesso.
Mike viene chiamato da Stacey, la quale è diventata paranoica e riferisce di strani rumori simili a spari ormai sempre più frequenti, specialmente la notte. Mike si apposta vicino a casa, all'insaputa di Stacey, per osservare la situazione, scoprendo che i rumori sono causati dalla caduta sul marciapiede dei giornali consegnati porta a porta. Vista però l'insistenza di Stacey, Mike le promette che farà di tutto per tirarla fuori da quel quartiere "pericoloso". Poco dopo Mike viene contattato, tramite il veterinario, da Nacho, il quale ha bisogno di aiuto per un lavoro: togliere di mezzo un certo uomo.
- Guest star: Ed Begley Jr. (Clifford Main), Kerry Condon (Stacey Ehrmantraut), Jessie Ennis (Erin Brill), Joe DeRosa (Caldera), Josh Fadem (Joey Dixon), Carol Herman (Mrs. Strauss), Omar Maskati (Omar).
- Ascolti USA: telespettatori 2 201 000

## Senza guanti
- Titolo originale: Gloves Off
- Diretto da: Adam Bernstein
- Scritto da: Gordon Smith

### Trama
L'episodio si apre con un flashforward in cui un Mike gravemente ferito torna a casa, lascia una mazzetta di dollari sul tavolo e tira fuori dalla tasca della camicia un ciondolo raffigurante due guanti da pugile.
La trovata dell'avviso pubblicitario costa cara sia a Jimmy che a Kim. Il primo riceve una sorta di ultimatum dalla Davis & Main, poiché i soci sono infuriati per il gesto che Jimmy ha fatto alle loro spalle con il rischio di rovinare la reputazione dello studio, ma al tempo stesso riconoscono il valore di Jimmy come avvocato, quindi non lo licenziano. Kim invece viene strigliata da Howard e Chuck per non aver riferito loro dello spot girato da Jimmy, impedendo quindi alla HHM di prendere in anticipo le dovute misure. Nel frattempo Nacho è con Mike nei pressi di un ristorante dove di solito lui e Tuco riscuotono il denaro dai loro spacciatori, e gli spiega che la faccenda consiste proprio nell'omicidio di Tuco: Nacho ha paura che possa scoprire i suoi scambi segreti di droghe fatti fino a pochi giorni prima e teme una sua reazione violenta, dato che è tornato a fare uso di metanfetamine. Mike accetta di risolvere il problema. 
Kim viene demansionata da uno degli avvocati di spicco dello studio legale a una sorta di segretaria addetta alla revisione dei documenti. Quando Jimmy lo scopre, si reca furioso dal fratello Chuck giurandogli che, se lascerà tornare Kim al posto che le spetta, lui abbandonerà per sempre l'avvocatura; Chuck però rifiuta la proposta, considerandola come un'estorsione. 
Mike cambia idea: non ucciderà Tuco, perché ciò attirerebbe troppe attenzioni da parte del Cartello, però farà in modo che vada in galera a lungo. Mentre Tuco e Nacho stanno riscuotendo il denaro nel ristorante, Mike chiama preventivamente la polizia denunciando una rissa in corso, e poi fa infuriare Tuco urtando lievemente la sua auto e rifiutandosi di dargli denaro per ripagare l'affronto, finché questi - dopo avergli preso il portafogli - lo pesta pesantemente. Nacho scappa, mentre Tuco viene colto, oltre che in possesso di una pistola e del portafoglio di Mike, in flagranza di reato dalla polizia appena sopraggiunta per la precedente chiamata fatta da Mike.
La sera stessa Mike, gravemente ferito, si reca da Nacho, il quale lo paga e gli chiede perché si sia accollato tanto disturbo e sofferenza invece di portare a termine il compito con una semplice pallottola; Mike non gli risponde e se ne va.
- Guest star: Raymond Cruz (Tuco Salamanca), Max Arciniega (Krazy-8), Ed Begley Jr. (Clifford Main), Jim Beaver (Lawson), Omar Maskati (Omar).
- Ascolti USA: telespettatori 2 199 000

## Rebecca
- Titolo originale: Rebecca
- Diretto da: John Shiban
- Scritto da: Ann Cherkis

### Trama
In un flashback, vediamo come la capacità di Jimmy di usare il proprio carisma per affascinare gli altri, in questo caso Rebecca, la moglie (ora ex) di Chuck, faccia fortemente infastidire quest'ultimo, invidioso del fatto che - a differenza sua - il fratello riesca a far divertire la moglie con le sue battute.
Il rapporto di Jimmy nello studio legale diventa sempre più precario; addirittura gli viene affiancata un'aiutante, Erin, affinché Jimmy possa ambientarsi meglio, anche se egli capisce subito che il vero ruolo di Erin sia tenerlo sotto controllo per evitare altre iniziative personali. Kim intanto rifiuta ogni proposta di aiuto di Jimmy, dicendogli che si tirerà da sola fuori dalla sua brutta situazione: inizia quindi a fare molte telefonate nel tentativo di procurare alla HHM nuovi clienti importanti e riabilitarsi agli occhi di Howard.
Dopo molti tentativi Kim riesce a procurare alla HHM un'importante cliente: la banca Mesa Verde, alle prese con un'espansione interstatale. Howard non è per nulla impressionato e non la reintegra nel suo ruolo più pertinente, però informa Chuck dell'ottima notizia. La notte, Kim è ancora al lavoro e incontra quest'ultimo, che ha deciso di tornare a lavorare di notte così da evitare le radiazioni elettromagnetiche dovute agli apparecchi elettronici accesi di giorno. Kim gli chiede se lei abbia ancora un futuro nello studio; Chuck le risponde che entrambi hanno fatto l'errore di esporsi troppo per Jimmy e le dice che la sua punizione è terminata, tutto ciò dopo averle raccontato una storia sul passato del fratello, ossia l'episodio in cui Jimmy sottrasse dei soldi dall'attività commerciale (piuttosto precaria) del proprio padre causandone in breve tempo la chiusura: nonostante ciò, il padre si rifiutò di credere che il figlio avesse fatto una cosa simile.
Mike, dopo aver portato la nuora Stacey e la nipote Kaylee a stare temporaneamente in un hotel, viene avvicinato da "Tío" Héctor Salamanca, il quale gli propone di prendersi la responsabilità della proprietà della pistola di Tuco, cosicché la giustizia sia più clemente con suo nipote riducendo la sua pena; in cambio, Héctor offre a Mike 5 000 dollari. 
- Guest star: Mark Margolis (Hector Salamanca), Kerry Condon (Stacey Ehrmantraut), Ann Cusack (Rebecca Bois), Cara Pifko (Paige Novick), Rex Linn (Kevin Wachtell), Jessie Ennis (Erin Brill), Omar Maskati (Omar).
- Ascolti USA: telespettatori 1 992 000

## Bali Ha'i
- Titolo originale: Bali Ha'i
- Diretto da: Michael Slovis
- Scritto da: Gennifer Hutchison

### Trama
Jimmy si trova sempre meno a proprio agio alla Davis & Main, tanto che una notte non riesce a prendere sonno nel suo alloggio e decide di andare a dormire nel centro estetico ad Albuquerque: ormai il pensiero di abbandonare lo studio si fa sempre più pressante. 
Nel frattempo, Kim viene reintegrata nel suo ruolo e torna nel suo ufficio, ma i rapporti con Howard continuano a essere freddi e distaccati. Kim viene inoltre mandata a un'udienza sul caso Sandpiper riguardante la richiesta della Schweikart & Cokely di esaminare i referti medici degli anziani per stabilire la loro capacità di intendere e di volere. Al termine, Rich Schweikart invita Kim a pranzo: al ristorante, l'avvocato le fa domande sulla sua carriera e le fa notare di essere stata mandata da sola a discutere una causa persa; le offre quindi un ruolo e una paga decisamente pregevoli se accetterà di lavorare da loro. Kim dice di essere contenta alla HHM, ma in seguito Howard continua ad affibbiarle incarichi frustranti e inutili. 
Mike rifiuta l'offerta di Héctor Salamanca, ma ben presto si capisce come non fosse un'offerta ma un invito, tant'è che gli scagnozzi di Héctor, compresi i cugini Leonel e Marco Salamanca, si presentano nelle più svariate occasioni per mettere paura in modo più o meno esplicito a Mike e alla sua famiglia. Alla fine quest'ultimo viene convocato nel ristorante di Hector ed è costretto ad accettare di assumersi la responsabilità della proprietà della pistola, ma con un azzardo fa salire il proprio prezzo a 50 000 dollari, somma che poi dividerà a metà con Nacho, dato che non è riuscito a portare a compimento l'incarico assegnatogli inizialmente (ossia di tenere Tuco in prigione per un lungo periodo).
Dopo aver truffato un ingegnere insieme a Jimmy e aver passato la notte insieme, Kim gli parla dell'offerta di lavoro e dice di essere tentata di accettare, visti i rapporti tesi e ormai invivibili alla HHM. Jimmy la incoraggia a cambiare ma le mente riferendo di essere contento allo studio legale dove ora lavora.
- Guest star: Mark Margolis (Hector Salamanca), Luis Moncada (Marco Salamanca), Daniel Moncada (Leonel Salamanca), Dennis Boutsikaris (Rich Schweikart), Jessie Ennis (Erin Brill), Rex Linn (Kevin Wachtell), Omar Maskati (Omar), Eileen Fogarty (Mrs. Nguyen), Cara Pifko (Paige Novick), Steven Flynn (Dale).
- Ascolti USA: telespettatori 2 105 000

## Gonfiabile
- Titolo originale: Inflatable
- Diretto da: Colin Bucksey
- Scritto da: Gordon Smith

### Trama
Nei primi anni Settanta un giovane Jimmy sta lavorando al negozio del padre, quando fa il suo ingresso un truffatore, che tenta di raggirare il padre di Jimmy asserendo di essere un genitore squattrinato e in difficoltà. Jimmy non gli crede e cerca di mettere in guardia il padre, ma questi teme maggiormente il rischio di negare il proprio aiuto, per diffidenza, a chi potrebbe realmente averne bisogno. Mentre il padre di Jimmy è distratto, il truffatore ammette l'inganno e dice al ragazzo che al mondo vi sono soltanto lupi e pecore, e che dovrà scegliere a quale delle due categorie appartenere. Disilluso dalla creduloneria del genitore, Jimmy inizia a sottrarre denaro dalla cassa. 
Nel presente, Jimmy rappresenta legalmente Mike quando egli dichiara al procuratore distrettuale che la pistola di Tuco non era di fatto di proprietà di quest'ultimo (ma non si assume la responsabilità dell'arma). Jimmy telefona a Kim per sapere i dettagli dell'offerta di Schweikart e subito dopo inizia a scrivere la sua lettera di dimissioni dalla Davis & Main, ma apprende che, in caso si dimetta, dovrà rifondere il bonus ricevuto alla stipula del contratto. 
Jimmy trova comunque una scappatoia, giacché l'accordo prevede di poter tenere il bonus in caso di licenziamento senza giusta causa. Egli fa di tutto per rendersi irritante alla D&M, dall'indossare completi dai colori sgargianti ed eccentrici, al suonare la cornamusa in ufficio, al trascurare l'igiene personale. Alla fine, Cliff cede e licenzia Jimmy, consentendogli di non rinunciare al bonus. Jimmy incontra Kim e cerca di convincerla a diventare sua partner in uno studio legale tutto loro. Kim accetta solo a condizione che Jimmy "righi dritto". Questi però ammette di non voler più seguire il volere di qualcun altro ed essere soltanto sé stesso, ragion per cui Kim declina cortesemente l'offerta. Jimmy quindi torna al suo vecchio ufficio presso il centro estetico. 
Frattanto, Mike promette a Stacey di acquistare una nuova casa e inizia a piantonare il ristorante di Héctor. Kim sostiene con successo il colloquio con Schweikart & Cokely, ma realizza che cambiare studio legale non costituirà un vero passo in avanti nella sua carriera. Quindi torna da Jimmy e gli propone un compromesso: lei e il partner gestiranno due studi distinti in una stessa struttura, così da dividere le spese ed essere l'uno di sostegno all'altra in caso di necessità. Jimmy è sorpreso, ma accetta.
- Guest star: Ed Begley Jr. (Clifford Main), Kerry Condon (Stacey Ehrmantraut), Dennis Boutsikaris (Rich Schweikart), Jessie Ennis (Erin Brill), Josh Fadem (Joey Dixon), Omar Maskati (Omar), Eileen Fogarty (Mrs. Nguyen), Blake Bertrand (Jimmy McGill da ragazzo) Raphael Sbarge (James McGill Sr.), Stephen Snedden (Truffatore), Jennifer Hasty (Stephanie Doswell), Julie Pearl (Suzanne Ericsen), Kurt Caceres (Assistente procuratore distrettuale).
- Ascolti USA: telespettatori 2 031 000

## Fifi
- Titolo originale: Fifi
- Diretto da: Larysa Kondracki
- Scritto da: Thomas Schnauz

### Trama
Nel prologo si vede come il furgone del ristorante di Hector, che trasporta la droga e il denaro dal Messico agli Stati Uniti, riesca a superare i controlli alla frontiera.
Jimmy accetta la proposta di Kim, che si reca alla sede della HHM per comunicare a Howard le sue dimissioni e di voler iniziare la pratica solitaria. Questi le accetta, innescando una corsa di entrambi per assicurarsi la Mesa Verde. Kim riesce a convincere Kevin e Paige, rispettivamente AD e consulente senior dalla banca, a lasciare la HHM e ottenere la sua rappresentanza, e concorda con la scelta di Jimmy di sistemare gli uffici in un ex studio dentistico.
Howard riferisce a Chuck delle dimissioni di Kim, della perdita della Mesa Verde e della sua decisione di far squadra con Jimmy. Messo in allarme, Chuck decide di spendersi in prima persona per convincere la Mesa Verde a restare cliente della HHM, accettando per la prima volta che tutte le fonti di elettricità della sede restino in funzione. Chuck riesce nel suo intento, sottolineando che gli interessi della Mesa Verde non possono essere gestiti da una sola persona, ma subito dopo il congedo dei clienti sviene per la prolungata esposizione ai campi elettromagnetici. 
Frattanto, Jimmy si fa aiutare dai due studenti di cinematografia, nonché da un anziano colpevole di masturbazione in pubblico, a perpetrare un inganno presso una base dell'aviazione militare degli Stati Uniti, così da avere accesso al celebre Boeing B-29 (soprannominato Fifi) per girare il suo prossimo spot pubblicitario. Kim, una volta persa la Mesa Verde, inizia a nutrire dubbi sul loro futuro, ma Jimmy la rassicura che vi saranno altre opportunità. Jimmy apprende che le condizioni di Chuck sono peggiorate dopo che è andato al lavoro e gli fa visita. Mentre Chuck è addormentato, Jimmy prende dei documenti della Mesa Verde che il fratello si era portato a casa per lavorarvi e segretamente si reca in una copisteria per falsificare l'indirizzo della filiale della banca prossima all'apertura. 
Nel frattempo, Mike continua a sorvegliare il ristorante di Héctor e, senza farsi intercettare, segue i movimenti del capo del cartello e del suo camion sino a un garage ben nascosto; quindi fa ritorno a casa e inizia ad assemblare un rudimentale filo spinato.
- Guest star: Mark Margolis (Hector Salamanca), Kerry Condon (Stacey Ehrmantraut), Josh Fadem (Joey Dixon), Brendan Fehr (Cap. Bauer), Manuel Uriza (Ximenez Lecerda), Cara Pifko (Paige Novick), Rex Linn (Kevin Wachtell), Elisha Yaffe (Lance).
- Ascolti USA: telespettatori 1 930 000

## Inchiodato
- Titolo originale: Nailed
- Diretto da: Peter Gould
- Scritto da: Peter Gould

### Trama
Mike mette a segno un colpo in solitaria nei confronti dei Salamanca, rapinando 250 000 dollari al loro camion senza ucciderne l'autista, come vendetta nei confronti del capoclan Héctor. Poiché l'autista è stato lasciato vivo, Nacho intuisce il coinvolgimento di Mike e lo incontra: pensando che avesse fatto il colpo con l'aiuto di un infiltrato, è preoccupato che possa finire nei guai con i Salamanca per via del suo complotto contro Tuco, ma anche con la giustizia, in caso la polizia indaghi sugli affari di Héctor. Mike dice che ha fatto tutto da solo e di non essere stato visto; viene a sapere da Nacho che un uomo ha trovato l'autista legato e lo ha liberato, permettendogli di chiamare i rinforzi, ma successivamente Héctor gli ha sparato per non lasciare testimoni. Mike resta scosso da ciò.
Nel frattempo Jimmy ha contraffatto la documentazione per l'udienza della Mesa Verde, cambiando l'indirizzo della banca sulle carte, e durante l'udienza Chuck si vede così sabotata la causa per quello che la magistratura scambia per un comune errore: dal momento che la riconsegna della documentazione corretta comporterebbe una posticipazione di ben sei settimane della causa, la banca decide di affidarsi nuovamente a Kim Wexler. Jimmy nel frattempo è tornato a casa di Chuck e ha sostituito tutti i documenti contraffatti con quelli corretti, facendo passare il tutto per una distrazione di Chuck, ma quest'ultimo intuisce benissimo che è stato sabotato dal fratello per far sì che egli perdesse la possibilità di avere la banca come cliente e fare un favore a Kim.
Tuttavia Chuck non si dà per vinto e vuole andare fino in fondo alla faccenda: quando Kim e Jimmy si recano a casa sua per prendere la documentazione della Mesa Verde, ne approfitta per rivelare alla donna la sua versione dei fatti, ricostruendo esattamente come siano andate le cose. Cerca il sostegno di Kim, ma quest'ultima bolla le sue confutazioni come congetture, non avendo prove concrete a suo favore, e sottolinea inoltre l'astio ingiustificato di Chuck nei confronti del fratello nonostante questi si fosse preso cura di lui e lo avesse sempre avuto come riferimento. In realtà la donna è pienamente cosciente della colpevolezza di Jimmy, ma preferisce difenderlo. Più tardi, Jimmy continua a fare riprese per girare lo spot pubblicitario presso una scuola, anche stavolta ingannando il personale scolastico.
La sera stessa Kim lo avverte che deve far attenzione alla scaltrezza di Chuck: perciò Jimmy si precipita alla copisteria dove ha svolto il lavoro e vi scorge Ernesto, l'assistente del fratello, che ha appena finito di interrogare il commesso del negozio, Lance, chiedendogli informazioni su Jimmy. Quando Ernesto esce per andare a prendere Chuck, Jimmy entra nel negozio e corrompe il commesso per cambiare la sua versione e non testimoniargli contro, dopodiché esce e si nasconde per assistere. Chuck arriva e si rivolge subito a Lance, e insiste affinché questo gli dica la verità: il commesso mantiene fermo il punto e gli intima di andarsene, sostenendo di non aver mai visto Jimmy. Tuttavia, Chuck è convinto che questi gli stia nascondendo la verità, e mentre cerca ripetutamente di avere una risposta, viene colpito da un malore per via della sua ipocondria: svenendo, batte la testa contro un banco, causandosi una commozione cerebrale. Jimmy, nascosto, nel frattempo assiste a tutta la scena, ed è combattuto se intervenire ma essere scoperto, o restarsene a guardare ma soffrire impotente nel non poterlo soccorrere.
- Guest star: Mark Margolis (Hector Salamanca), Michael Chieffo (Mr. Ughetta), Josh Fadem (Joey Dixon), Hayley Holmes (Sherry), Manuel Uriza (Ximenez Lecerda), Cara Pifko (Paige Novick), Rex Linn (Kevin Wachtell), Elisha Yaffe (Lance).
- Ascolti USA: telespettatori 2 059 000

## Klick
- Titolo originale: Klick
- Diretto da: Vince Gilligan
- Scritto da: Heather Marion e Vince Gilligan

### Trama
L'episodio comincia con un flashback, in cui si assiste alle ultime ore della madre di Jimmy in ospedale; lui e il fratello Chuck sono accanto al letto della madre in attesa di una possibile ripresa momentanea, dal momento che la paziente è terminale. Jimmy, preoccupato per il fratello, chiede a Chuck se voglia mangiare qualcosa e, dopo una piccola discussione, esce a comprare del cibo. Nel momento in cui Jimmy si allontana la madre si sveglia momentaneamente; Chuck prova a parlarle, ma la donna confonde l'uomo per il fratello minore per poi morire subito dopo. Jimmy al ritorno in ospedale trova la stanza vuota e Chuck in sala d'aspetto che annuncia al fratello minore la scomparsa della madre omettendo, però, le ultime parole della madre rivolte proprio a Jimmy.
Jimmy è fuori dalla copisteria indeciso se intervenire. Preso dal suo buon cuore, giunge in soccorso al fratello gestendo la situazione d'emergenza. Dopo che in ospedale Chuck si è stabilizzato, questi lo accusa di aver pagato il ragazzo della copisteria ed essere poi rimasto nascosto a guardare. Tuttavia, Ernesto salva Jimmy, mentendo a Chuck e dicendogli che lo aveva chiamato prima di arrivare alla copisteria perché preoccupato per l'esposizione alle radiazioni elettromagnetiche. Jimmy si ritrova a dover prendere nuovamente la drastica decisione di un ricovero forzato per il fratello ma, rispetto alla scorsa volta, dà la possibilità ai medici di effettuare vari controlli prima di rimandarlo a casa, tra cui una TAC. Terminate le analisi Chuck è in uno stato catatonico auto-indotto e Jimmy decide di stargli accanto in ospedale. Dopo circa venti ore l'uomo rinviene e viene riportato a casa, seppur ancora visibilmente scosso dall'accaduto. Una volta solo a casa, Chuck raggiunge il garage dove recupera un registratore tra gli elettrodomestici accantonati.
Parallelamente Mike, dopo avere acquistato un fucile di precisione, si apposta per uccidere i componenti della famiglia Salamanca mentre sono nel deserto a interrogare l'autista del camion. Viene però fermato dal suono del clacson della sua stessa auto: raggiunta la macchina scopre che il clacson era stato manomesso e trova un pezzetto di carta sul parabrezza con il quale gli viene intimato di non procedere nel suo intento.
Successivamente, Jimmy è nel suo ufficio dove ha a che fare con una serie di anziani clienti, quando viene urgentemente contattato da Howard il quale gli comunica che il fratello Chuck ha deciso di ritirarsi dalla professione di avvocato. Jimmy si precipita a casa del fratello e lo trova intento a rivestire l'intera sala con materiale isolante con lo scopo di trasformare la propria casa in una grande gabbia di Faraday per proteggersi definitivamente dalle onde elettromagnetiche, da lui ritenute responsabili per l'errore fatto di recente in tribunale, per il quale ha incolpato Jimmy e da cui è dipesa la sua decisione di ritirarsi. Quest'ultimo, preso dai sensi di colpa, confessa di essere il vero colpevole e che il fratello aveva ragione su ogni cosa; vedendolo sollevato, decide di avvertire Howard. Jimmy si allontana dichiarandosi tranquillo per l'assenza di prove che potrebbero incriminarlo, per cui una eventuale denuncia vedrebbe semplicemente la parola del fratello contro la sua; a fine episodio si scopre che Chuck, però, ha registrato in segreto tutta la conversazione.
- Guest star: Mark Margolis (Hector Salamanca), Jim Beaver (Lawson), Clea DuVall (Lara Cruz), Luis Moncada (Marco Salamanca), Daniel Moncada (Leonel Salamanca), Manuel Uriza (Ximenez Lecerda), Carol Herman (Geraldine Strauss), Liana Mendoza (Tricia), Elisha Yaffe (Lance), Eli Goodman (Dottore).
- Ascolti USA: telespettatori 2 263 000
- Nota: inizialmente Vince Gilligan aveva intenzione di riportare sul set Betsy Brandt nel ruolo di Marie Schrader come una radiologa addetta alla TAC di Chuck. Ciò però avrebbe distratto lo spettatore dal terrore e l'agonia di Chuck nell'affrontare la TAC e quindi gli sceneggiatori hanno cambiato idea.